# Triteleia lemmoniae
Triteleia lemmoniae là một loài thực vật có hoa trong họ Măng tây. Loài này được (S.Watson) Greene miêu tả khoa học đầu tiên năm 1886.